# Ophiura podica
Ophiura podica is een slangster uit de familie Ophiuridae.
De wetenschappelijke naam van de soort werd in 1910 gepubliceerd door René Koehler.